# Acridocarpus monodii
Acridocarpus monodii là một loài thực vật có hoa trong họ Malpighiaceae. Loài này được Arènes & Jaeger ex Birnbaum & J.Florence mô tả khoa học đầu tiên năm 2005.